# (18623) Pises
(18623) Pises ist ein Asteroid des Hauptgürtels, der am 27. Februar 1998 am Pises-Observatorium (IAU-Code 122) im Nationalpark Cevennen in Frankreich entdeckt wurde.
Der Asteroid ist Mitglied der Koronis-Familie, einer Gruppe von Asteroiden, die nach (158) Koronis benannt ist.
(18623) Pises wurde am 28. März 2002 nach der Sternwarte benannt, an der er entdeckt wurde.